# Potamiaina
Die heilige Potamiaina (auch Potamiana, Potamiaena, Potamina, Potamiöna oder Potamiena; † ca. 205) von Alexandria war eine Schülerin des Origenes und christliche Märtyrerin. Ihr Gedenktag ist der 28. Juni, der Gedenktag der Übertragung der Gebeine der 7. Juni.
Die Überlieferung berichtet, dass die Jungfrau Potamiaina und ihre Mutter Marcella zum Tode durch langsames Eintauchen in siedendes Pech verurteilt wurden. Zuvor hatte man sie mit Vergewaltigung durch Gladiatoren bedroht, weshalb sie als Schutzpatronin der Vergewaltigungsopfer verehrt wird. Als sie zu ihrer Hinrichtung geführt wurde, schützte sie der römische Offizier Basilides. Potamiaina versicherte ihn dieser Freundlichkeit halber ihrer Fürsprache im Himmel.
Basilides bekehrte sich zum Christentum und wurde deshalb bald darauf zum Tod durch das Schwert verurteilt. Im Gefängnis wurde er von anderen Christen besucht (unter ihnen möglicherweise Origenes), die ihn nach den Umständen seiner Bekehrung befragten. Basilides berichtete, dass Potamiaina ihm drei Tage nach ihrem Tod im Traum erschienen sei und eine Krone auf sein Haupt gesetzt habe, zum Zeichen seines baldigen Martyriums. Am Tag darauf wurde Basilides hingerichtet.
In der Folge berichten Eusebius und Origines von weiteren Erscheinungen der Potamiaina. Diese Stellen zählen zu den frühesten Berichten von einem Einwirken eines Heiligen nach dessen Tod.
Der Märtyrer Basilides, Potamiaina, Marcella und sechs weiterer Schüler des Origines wird im Martyrologium Hieronymianum gedacht.